# Star Wars Jedi Knight II: Jedi Outcast
Star Wars: Jedi Knight II: Jedi Outcast (с англ. — «Звёздные войны: Рыцарь джедай 2: Джедай изгнанник») — компьютерная игра в жанре экшн с элементами шутера по вселенной «Звёздных войн», выпущенная 28 марта 2002 года. Она была разработана командой Raven Software и издана LucasArts в Северной Америке и Activision в остальном мире. Игра вышла на платформах Windows, Macintosh, GameCube и Xbox, на движке Quake III. В игре присутствует оружие дальнего и ближнего боя. Игрок может использовать как бластеры, так и световой меч, а также различные приёмы Силы.
Игра поддерживает как однопользовательский режим, так и сетевую игру.
В 2003 году вышел сиквел Star Wars Jedi Knight: Jedi Academy, действие которого разворачивается спустя два года в 14 году после битвы при Явине IV. В 2006 году для Windows было выпущено коллекционное издание Star Wars: The Best of PC.
Версия для Nintendo Switch и PlayStation 4 была анонсирована 4 сентября 2019 года, выход состоялся 24 сентября 2019 года.

## Сюжет
Действие игры разворачивается спустя два года после событий Mysteries of the Sith в 12 году после битвы при Явине IV. Боясь вновь поддаться темной стороне Силы, Кайл Катарн отказывается от Силы и от своего светового меча. Он вновь начинает работать простым наёмником на Новую Республику, вместе с Джен Орс, участвуя в разгроме сил Возрождённой Империи (Осколка Империи).
Мон Мотма поручает им исследовать базу Осколка Империи на планете Кеджим из-за странных обрывистых сообщений про «Возрождённых» и «Долину Джедаев». Во время зачистки объекта Кайл обнаруживает, что на базе экспериментируют с кристаллами Силы. Он выясняет, что кристаллы были добыты на планете Артус Прайм. Прибыв на планету, Катарн понимает, что это ещё одна база Осколка Империи. На объекте он находит заключённых шахтёров и освобождает их, при этом сделав диверсию на базе. Во время миссии Джен была схвачена тёмным джедаем Десанном, и Кайл бежит ей помочь. Тёмный джедай узнаёт его как победителя Джерека. Кайл пытается помешать ему, но Десанн легко справляется с ним при помощи светового меча и Силы. Десанн заставляет Катарна убедиться в гибели своей подруги, инсценируя её смерть.
Кайл в ярости решает вновь стать джедаем и отправляется в Долину Джедаев, где снова получает Силу. Он не знает, что Десанн все время следил за ним и теперь знает расположение Долины. Кайл же летит на Явин IV, в Академию джедаев, чтобы забрать у Люка Скайуокера свой световой меч. Люк просит Кайла пройти несколько испытаний. Во время испытаний Катарн находит свой меч. Люк находит для него информацию и помогает выйти на крупного торговца в сфере мусоропереработки — Рило Барука, при помощи которого Кайл выходит на след Десанна. Кайл отправляется на Нар-Шаддаа. На базе Рило Катарн встречает одного из лидеров повстанцев — Лэндо Калриссиана, который находится в плену. Освободив его, они идут к кораблю Госпожа Удача (англ. Lady Luck), но он не заправлен и крыша ангара закрыта. Сделав всё это, на героев нападает Барук и его бандиты. Отбившись от их атаки, они прилетают в Облачный город на Беспин. Катарн замечает, что город был оккупирован бандитами Барука и имперскими силами. Кайл встречает Тавион Аксмис — ученицу Десанна, она раскрывает план своего учителя. В схватке Кайл обезоруживает её и поднимает над пропастью. Тавион просит пощады и рассказывает, что Джен жива и содержится на флагмане Возрождённой Империи — «Несущий Рок» (англ. Doomgiver), находящийся в астероидном комплексе Кейрна. Кайл приказывает Тавион убираться с глаз,так как понял, что если в гневе убить Тавион, он может пасть на тёмную сторону.
Он отправляется на базу Кейрна. На объекте Катарн обнаруживает корабль «Несущий Рок» и проникает на него. На борту корабля он узнаёт, что Десанн планирует с помощью особых технологий создать армию «Возрождённых» (обычных людей, наделённых Силой искусственным путём). Собрав свои силы, имперцы намеревались уничтожить всех джедаев, а также разрушить Долину джедаев. На борту флагмана Кайл находит Джен и освобождает её. С «Несущего Рока» Катарн подаёт сигнал разбойной эскадрилье «Бродяг» (англ. Rogue Squadron) и истребители уничтожают флагман, а Кайл убивает его адмирала — Галака Файаа. Кайл и Джен эвакуируются с корабля на спасательной капсуле, флагман взрывается.
Кайл пробирается через джунгли Явина IV. Он добирается до академии и помогает джедаям отбиться от «Возрождённых» и имперских солдат. В подземельях академии Кайл находит Десанна, который воспользовался устройством Силы и стал ещё сильнее. Десанн говорит, что джедаи будут стёрты расой новых воинов а Сила станет не щитом для слабых, но расширит возможности достойных. Кайл отвечает, что все воины Десанна уничтожены. Десанн ему не верит, и вызывает адмирала Файаа. Тот не отвечает, Десанн понимает, что Кайл сказал правду и всё же предлагает Кайлу присоединиться к нему. Кайл отвечает что Десанну не поздно присоединиться к джедаям. Десанн называет Кайла слабаком и глупцом и бросается в атаку, но гибнет в последующем поединке. 
После этих событий он с Джен отправляется на отдых, после чего возвращается к преподаванию в академии.

## Игровой процесс
Игрок выступает от лица Кайла Катарна. Весь игровой процесс может происходить от первого или третьего лица. Все уровни связаны линейным сюжетом, при переходе между уровнями происходит загрузка. В процессе игры игрок может использовать Силу и различное найденное оружие, в том числе и световой меч. Также можно использовать бакты-аптечки, дронов, пулемёты-часовых, очки ночного видения и электробинокль. Ещё в процессе игры можно найти устройства пополнения щита и боеприпасов. Кроме того, в различных местах можно подбирать стандартные аптечки, батареи и усилители щита (малый и большой).

## Разработка
Анонс игры состоялся 17 мая 2001 года на E3 2001. Было объявлено, что разработкой будет заниматься Raven Software. Днём спустя LucasArts показала демо игры, в котором были продемонстрированы использование светового меча и Силы. Дополнительная техническая информация появилась 11 августа на конференции QuakeCon 2001: разработка игры будет вестись с использованием игрового движка id Tech 3 и системы анимации GHOUL 2 (разработанной Raven для Soldier of Fortune II: Double Helix). Также стало известно, что в игре будет мультиплеер.
Игра вышла 26 марта 2002 года. 22 апреля стал доступен SDK, включавший в себя редактор уровней, компилятор карт, редактор моделей и шейдеров.
На E3 2002 LucasArts анонсировала выход Jedi Outcast на платформах GameCube и Xbox. 31 мая 2002 года стало известно о портировании игры силами подрядчика Aspyr на Macintosh.
Версия для Mac вышла 5 ноября 2002 года, для Xbox и GameCube — 19 ноября в Северной Америке и 21 ноября в Европе.

### Публикация исходного кода
При покупке Lucasfilm компания Disney объявила о том, что дочерние студии, включая LucasArts, будут закрыты. В связи с этим 3 апреля 2013 года Raven Software опубликовала исходный код Jedi Outcast и Jedi Academy на площадке SourceForge под лицензией GPLv2, однако через несколько дней исходные коды были удалены по запросу Raven Software из-за возможных лицензионных проблем дополнительных библиотек. Тем не менее, код был форкнут и стал основой для проекта OpenJK. Основной задачей проекта является унификация движков обеих игр, поддержка старых версий и создание портов для OS X и Linux.

## Оценки и рецензии
| Сводный рейтинг       | Сводный рейтинг | Сводный рейтинг | Сводный рейтинг |
| Издание               | Оценка          | Оценка          | Оценка          |
| Издание               | GC              | PC              | Xbox            |
| --------------------- | --------------- | --------------- | --------------- |
| GameRankings          | 74,75 %         | 86,80 %         | 79,16 %         |
| Metacritic            | 75/100          | 89/100          | 81/100          |
| Иноязычные издания    |                 |                 |                 |
| Издание               | Оценка          | Оценка          | Оценка          |
| Издание               | GC              | PC              | Xbox            |
| AllGame               |                 | [ 16 ]          |                 |
| Eurogamer             |                 | 7/10            |                 |
| Game Informer         |                 | 9,5/10          |                 |
| GamePro               |                 | [ 19 ]          |                 |
| GameRevolution        |                 | A-              |                 |
| GameSpot              | 8,2/10          | 9/10            | 8,3/10          |
| GameSpy               |                 | [ 24 ]          |                 |
| GameZone              |                 | 9,6/10          |                 |
| IGN                   |                 | 9/10            |                 |
| PC Gamer (US)         |                 | 92 %            |                 |
| Русскоязычные издания |                 |                 |                 |
| Издание               | Оценка          | Оценка          | Оценка          |
| Издание               | GC              | PC              | Xbox            |
| Absolute Games        |                 | 75 %            |                 |
| Gameplay              |                 | 81/100          |                 |
| «Игромания»           |                 | 9,5/10          |                 |
| «Страна игр»          |                 | 7,0/10          |                 |

Игра получила множество положительных оценок среди игровой прессы. По данным Metacritic, игра имеет совокупный балл 89 из 100, основанный на тридцати пяти отзывах, заняв 9 место в списке лучших игр 2002 года на платформе Windows. По мнению GameRankings игра имеет позитивный результат в 86,80 % для версии ПК.
Game Informer поставил игре 9,5 из 10, вместе с обозревателем Эндрю Рейнером, который назвал её наиболее значимой игрой Звёздных войн и удовольствием для приверженцев шутера. Он также написал: «Без сомнения, Jedi Outcast — самая приятная и совершенная игра во вселенной Звёздных войн». Он также был очень впечатлен мультиплеером, назвав его «очень захватывающим, передовым опытом, и в котором все игроки увидели его и поверили в него». Брайан Джи из Game Revolution дал игре A-. Он похвалил, насколько достоверно можно играть в Звёздные войны, также он похвалил интерфейс светового меча, написав: «В своё время я сыграл в массу игр Звёздных войн, и я не думаю, что любой из них может соответствовать волнению и веселью, играя световым мечом в Jedi Outcast».
IGN также было впечатлено, поставив игре 9 из 10 и вручив ей награду «Выбор редактора». Обозреватель Стив Баттс высоко оценил игру: «Сильно написанный, продуманный сюжет». И написал: «Не только это одна из величайших игр по „Звёздным войнам“, в которые я когда-либо играл, это одно из лучших экшен-игр всех времён». Он также высоко оценил «фантастическую» графику и «разумный» дизайн уровней, хотя он критиковал головоломки, интерфейс светового меча и жаловался, что «начало у игры слишком медленное». GameSpot также поставил игре 9 из 10, как и IGN, и также наградил её «Выбором редактора». Обозреватель Амер Аджами повторил критические замечания IGN относительно «медленного старта» и «слишком долгого решения головоломок». Тем не менее, он был очень впечатлен интерфейсом, утверждая, что «никогда прежде рукопашный бой в шутере не был так эффективно выполнен». и в заключение он сказал, что «сильные стороны игры — особенно её бой — затмевают все проблемы, которые Jedi Outcast могло иметь на ранней стадии, „называя это“ просто одной из самых удобных игр, рекомендуемых в этом году».
Game Over Online дал игре 93 %, назвав её «интригующим соприкосновением частей невероятно интенсивного шутера». Entertainment Weekly дало ему оценку A, заявив, что «Сила сильна с этим». Обозреватель журнала Maxim Скотт Штейнберг дал игре 4 из 5 звёзд.
В негативном обзоре X-Play критиковал игру как «возмущение в Силе». Однако обозреватель Джейсон Д’Эприл назвал сюжет «очень хорошим», а «фантастическая» графика и звуковые эффекты «в самый раз», но он жаловался, что дизайн уровней «уступает Dark Side», ссылаясь на «нелогичные и разочаровывающие ситуации». Он также считал многопользовательский режим «не очень впечатляющим» и дал игре 2 из 5 звёзд. Eurogamer также недооценил, поставив игре 7 из 10. Издание критиковало медленное начало, интерфейс светового меча и ИИ. Тем не менее, была оценена атмосфера и дизайн некоторых уровней. Издание пришло к выводу, что «Jedi Outcast — довольно неоднозначная игра, с гениальными моментами, но разочаровывающие из-за отсутствия логичности. Оружие является второстепенным и редко используемое после того, как вы завладеваете световым мечом, рукопашный бой неуклюж и хаотичен. Плохой ИИ, некоторые локации повторяются, и они плохо сделаны».
В июне 2007 года GameTrailers в списке 10 лучших игр «Звёздных войн» поставила Jedi Outcast на первое место, и статья редакции отметила, что «это мог быть не первый случай, когда вы играете в качестве джедая в видеоигре, но это в первый раз, когда вы действительно почувствовали себя подобно этому». Они также похвалили световой меч и боевые системы Силы, а историю, которая, соответствует фильмам, и камео некоторых ключевых персонажей Звёздных войн (а именно Люка Скайуокера и Лэндо Калриссиана).

### Награды
Игра заняла третье место в номинации «Лучший 3D Action» (2002) журнала «Игромания».